# Nikola Eklemović

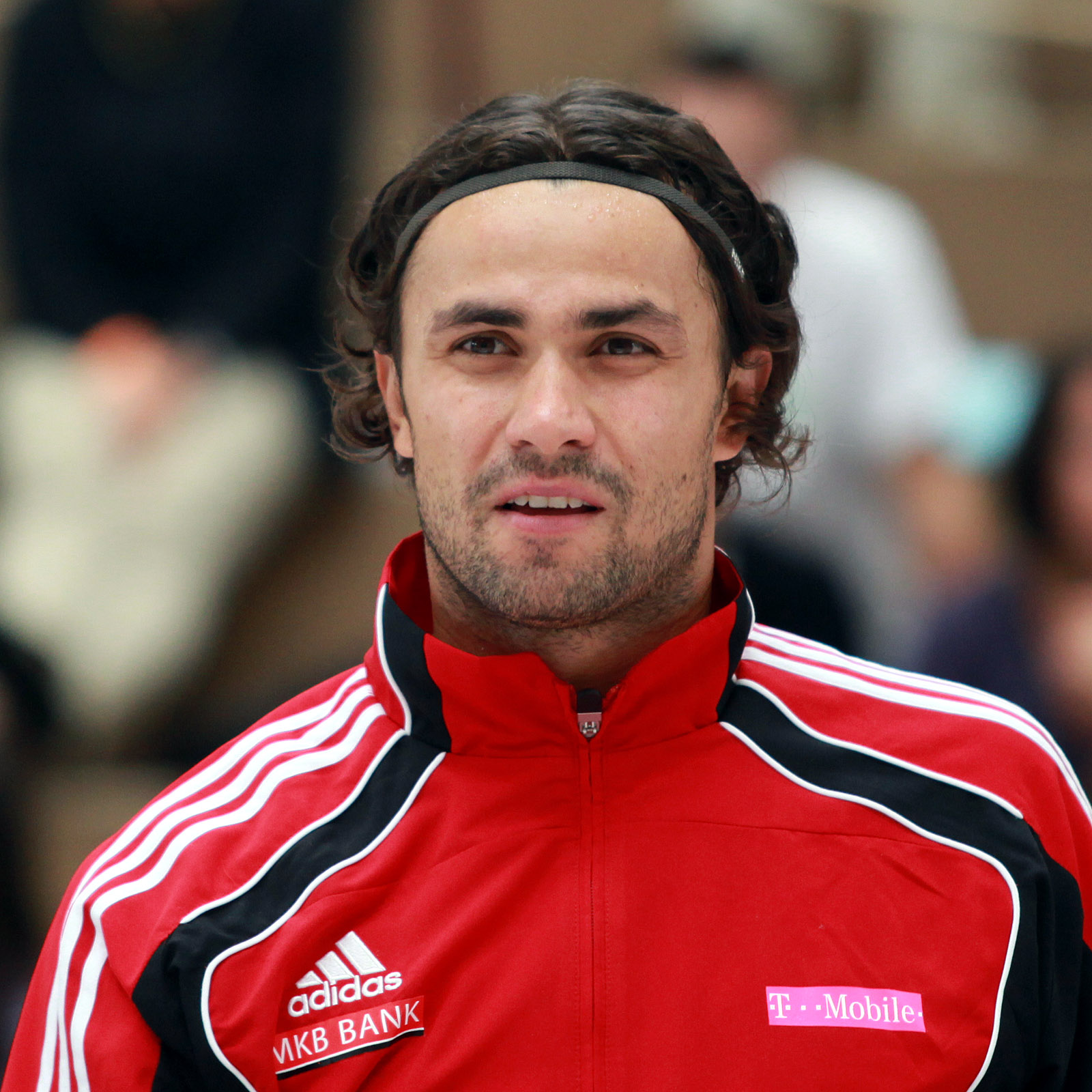
Nikola Eklemović, 2010.

Nikola Eklemović, född 8 februari 1978 i Belgrad i SFR Jugoslavien (nuvarande Serbien), är en serbisk-ungersk tidigare handbollsspelare (mittnia).